# Carne di alligatore

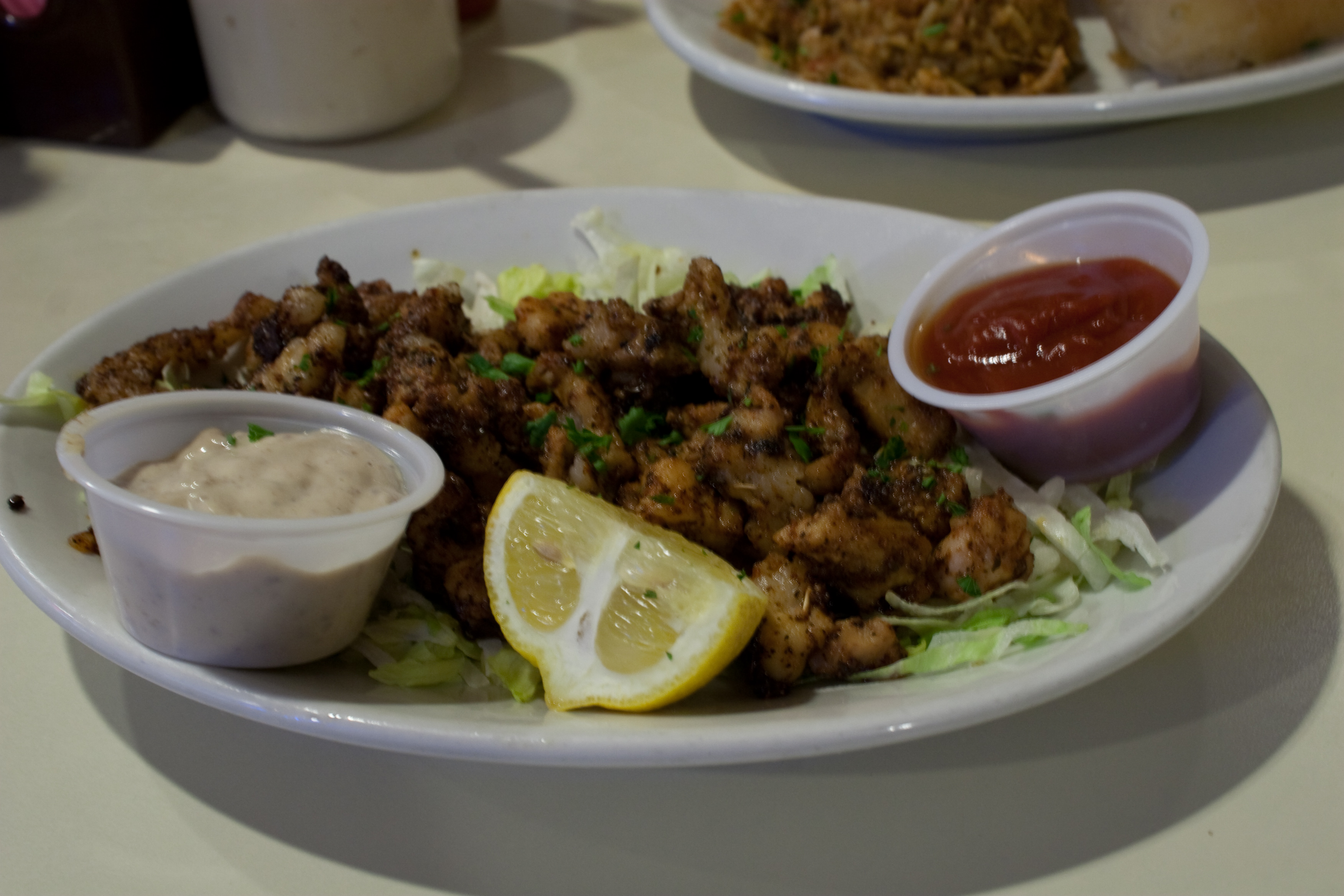
Un piatto di carne di alligatore a New Orleans, Louisiana, Stati Uniti

La carne di alligatore, che si ottiene mediante macellazione dell'alligatore, è stata cucinata e consumata anticamente e in tempi contemporanei secondo varie ricette di cucine degli Stati Uniti meridionali, tra cui la Louisiana. Questa carne è stata descritta come una fonte alimentare sana per l'uomo grazie alla sua composizione ad alto contenuto di proteine e basso contenuto di grassi. Negli Stati Uniti la carne può essere acquistata legalmente solo da allevamenti ed è disponibile per l'acquisto da parte dei consumatori in negozi di specialità alimentari. Alcune aziende statunitensi trasformano e commercializzano carne di alligatore derivata solo dalla coda degli alligatori. Può anche essere usata come cibo per animali domestici.

## Preparazioni
Esistono vari metodi di preparazione e cottura, inclusi, marinatura, frittura, stufato, arrosto, affumicatura e soffritto. La carne di alligatore è usata in piatti come il Gumbo, ed è usata nella tradizionale cucina creola della Louisiana.
I tagli utilizzati includono la carne della coda e della spina dorsale dell'animale, che sono stati descritti come "i tagli più scelti".

## Storia
A metà del 1800, la carne di alligatore veniva utilizzata in alcune cucine regionali degli Stati Uniti meridionali. Durante questo periodo, è stato utilizzato in piatti come il Gumbo.
Negli Stati Uniti, la caccia all'alligatore è legale in Arkansas, Carolina del sud, Louisiana, Florida, Georgia e Texas. Inoltre, la carne può essere acquistata da allevamenti di alligatori.